# Jodhpur (stato)
Lo Stato di Jodhpur fu uno stato principesco del subcontinente indiano, avente per capitale la città di Jodhpur.

## Storia
I governanti dello Jodhpur erano un'antica dinastia indiana databile all'VIII secolo. Ad ogni modo le fortune della dinastia ebbero inizio con Rao Jodha, primo dei regnanti della dinastia di Rathore a fondare la capitale di Jodhpur nel 1459.
Lo Stato venne incorporato nell'Impero moghul durante il regno dell'imperatore Akbar. Durante la fine del XVII secolo fu sotto diretto controllo dell'imperatore Aurangzeb, ma la casa regnante di Rathore ottenne di rimanere semi-autonoma come territorio. Gli inglesi non ebbero ruolo negli affari di stato sino agli anni trenta dell'Ottocento, quando il raja (a quel tempo Man Singh) non entrò in alleanza con loro stabilendo il protettorato britannico nell'area. Il regno della casata continuò sino a quando Hanwant Singh siglò l'ingresso nell'India indipendente nel 1947.

## Governanti

### Casata di Rathore (1250–1459)
| Nome | Nome | Inizio del regno | Fine del regno |
| ---- | --- | ---------------- | -------------- |
| 1    | Rao Shiva | 1250             | 1273           |
| 2    | Rao Asthan – Venne ucciso in battaglia contro le forze del sultano Jalāl al-Dīn Fīrūz Khalji di Delhi, 1292. | 1273             | 1292           |
| 3    | Rao Duhad | 1292             | 1309           |
| 4    | Rao Rai Pal                                                                                                  | 1309             | 1313           |
| 5    | Rao Kanha Pal                                                                                                | 1313             | 1323           |
| 6    | Rao Jalhansi                                                                                                 | 1323             | 1328           |
| 7    | Rao Chhada                                                                                                   | 1328             | 1344           |
| 8    | Rao Tida | 1344             | 1357           |
| 9    | Rao Salkha                                                                                                   | 1357             | 1374           |
| 10   | Rao Viram Deo                                                                                                | 1374             | 1383           |
| 11   | Rao Chandra – Venne ucciso in battaglia contro Salim Shah di Multan, 1424                                    | 1383             | 1424           |
| 12   | Rao Kanha | 1424             | 1427           |
| 13   | Rao Rid Mal Ranmal                                                                                           | 1427             | 1438           |

### Casa di Rathore (1459–1947) con capitale a Jodhpur

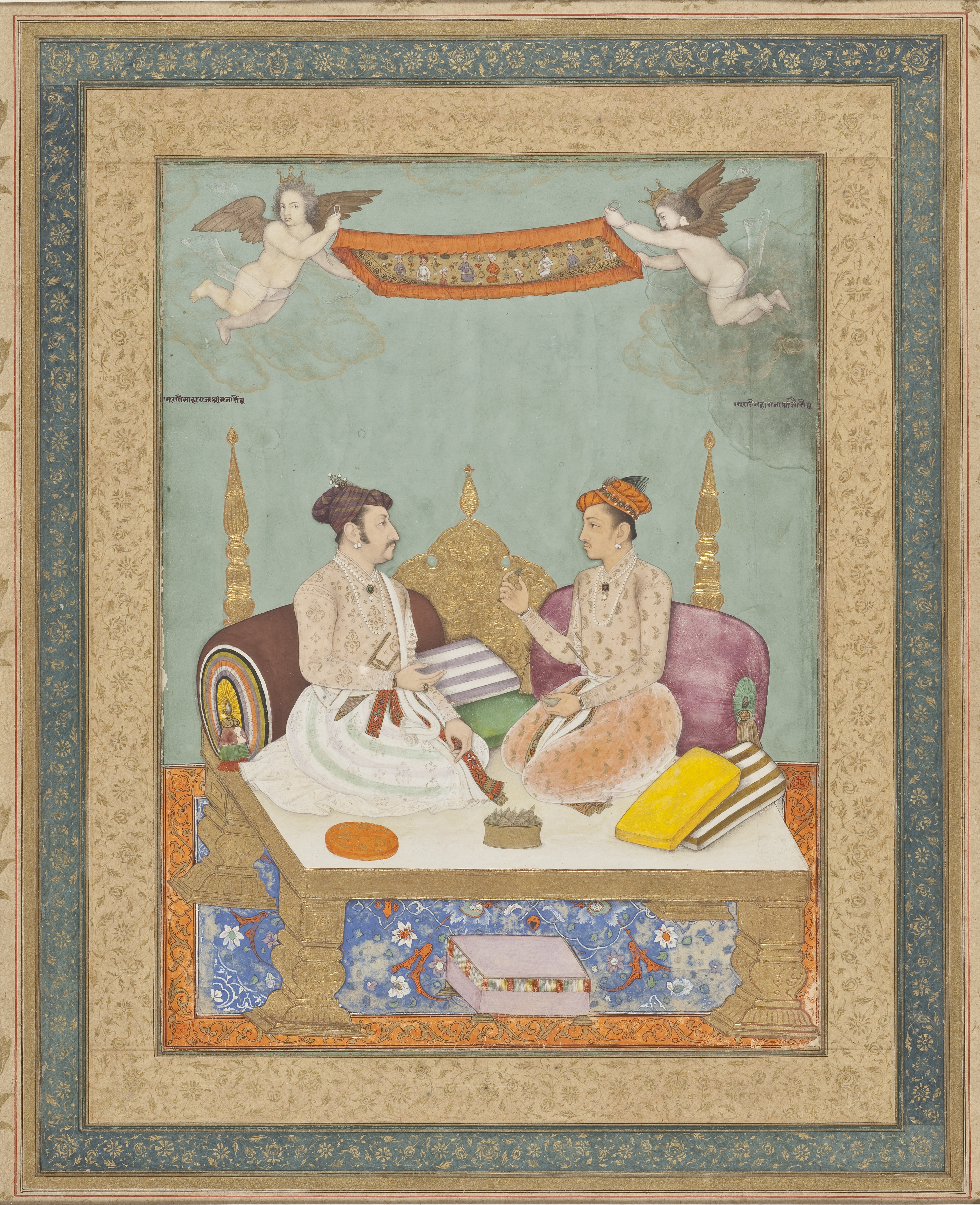
Maharaja Jai Singh di Amber ed il maharaja Gaj Singh di Marwar - pittura del 1630

| Nome | Nome | Inizio del regno  | Fine del regno    |
| ---- | --- | ----------------- | ----------------- |
| 1    | Rao Jodha di Mandore | 12 maggio 1459    | 6 aprile 1489     |
| 2    | Rao Satal | 6 aprile 1489     | marzo 1492        |
| 3    | Rao Suja | marzo 1492        | 2 ottobre 1515    |
| 4    | Rao Biram Singh – figlio di Bagha | 2 ottobre 1515    | 8 novembre 1515   |
| 5    | Rao Ganga | 8 novembre 1515   | 9 maggio 1532     |
| 6    | Rao Maldeo – Perse Merta e Ajmer in favore dell'imperatore Akbar, e venne forzato ad inviare due suoi figli come ostaggi alla corte imperiale. | 9 maggio 1532     | 7 novembre 1562   |
| 7    | Rao Chandra Sen – Perse dei territori nelle guerre coi mughal                                                                                  | 7 novembre 1562   | 1565              |
| 8    | Raja Udai Singh Mota Raja – restaurato dai Mughal col titolo di 'Raja' come vassallo                                                           | 4 agosto 1583     | 11 luglio 1595    |
| 9    | Sawai Raja Suraj-Mal | 11 luglio 1595    | 7 settembre 1619  |
| 10   | Maharaja Gaj Singh I – Fu il primo ad autoproclamarsi 'Maharaja'                                                                               | 7 settembre 1619  | 6 maggio 1638     |
| 11   | Maharaja Jaswant Singh | 6 maggio 1638     | 28 novembre 1678? |
| 12   | Raja Rai Singh – Figlio di Raja Amar Singh | 1659              | 1659              |
| 13   | Ajit Singh - Rao Raghunath Singh Bhandari governò come Maharaja al posto di Ajit Singh dal 1713-1724, mentre questi si trovava a Delhi         | 19 febbraio 1679  | 24 giugno 1724    |
| 14   | Raja Indra Singh – Insediato per contrasto al maharaja Ajit Singh dall'imperatgore Aurangzeb ma fu molto impopolare presso i Marwar            | 9 giugno 1679     | 4 agosto 1679     |
| 15   | Maharaja Abhai Singh | 24 giugno 1724    | 18 giugno 1749    |
| 16   | Maharaja Ram Singh – 1ª volta | 18 giugno 1749    | luglio 1751       |
| 17   | Maharaja Bakht Singh | luglio 1751       | 21 settembre 1752 |
| 18   | Maharaja Vijay Singh – 1ª volta | 21 settembre 1752 | 31 gennaio 1753   |
| 19   | Maharaja Ram Singh – 2ª volta | 31 gennaio 1753   | settembre 1772    |
| 20   | Maharaja Vijay Singh – 2ª volta | settembre 1772    | 17 luglio 1793    |
| 21   | Maharaja Bhim Singh | 17 luglio 1793    | 19 ottobre 1803   |
| 22   | Maharaja Man Singh | 19 ottobre 1803   | 4 settembre 1843  |
| 23   | Takht Singh – Non in linea diretta, ma discendente di Ajit Singh.                                                                              | 4 settembre 1843  | 13 febbraio 1873  |
| 24   | Jaswant Singh II – Kaisar-i-Hind | 13 febbraio 1873  | 11 ottobre 1895   |
| 25   | Sardar Singh – Colonnello del British Indian Army                                                                                              | 11 ottobre 1895   | 20 marzo 1911     |
| 26   | Sumair Singh – Colonnello del British Indian Army                                                                                              | 20 marzo 1911     | 3 ottobre 1918    |
| 27   | Umaid Singh – Tenente generale del British Indian Army                                                                                         | 3 ottobre 1918    | 9 giugno 1947     |
| 28   | Maharaja Sir Hanwant Singh – Ultimo governante di Marwar (Jodhpur)                                                                             | 9 giugno 1947     | 15 agosto 1947    |